# Operațiunea Bodenplatte
Operațiunea Bodenplatte, lansată pe 1 ianuarie 1945, a fost o încercare a Luftwaffe de distrugere a forțelor aeriene aliate din Țările de Jos în timpul celei de-a doua conflagrații mondiale. Obiectivul Bodenplatte era obținerea superiorității aeriene în timpul fazei de impas a operațiunilor terestre din Ardeni, care să permită unităților Wehrmachtului și Waffen-SS să își reia înaintarea. Operațiunea a fost planificată inițial pentru data de 16 decembrie 1944, dar a fost amânată de mai multe ori din cauza condițiilor meteo potrivnice până în ajunul anului nou, prima zi în care s-a putut zbura.
Secretul operațiunii a fost atât de bine menținut, încât multe dintre forțele terestre și navale germane nu au fost informate despre ea, iar unele dintre unitățile germane au suferit din cauza focului propriei artilerii antiaeriene. Serviciile de contrainformații britanice, care au beneficiat de informațiile decriptate, au sesizat mișcările de efective și avioane din zonă, dar nu și-au dat seama de iminența declanșării operațiunii aeriene. 
Operațiunea s-a bucurat de elementul surpriză și a înregistrat anumite succese tactice, dar a fost un eșec per ansamblu. Un număr ridicat de avioane aliate au fost distruse la sol, dar aliații au reușit înlocuirea acestora într-o săptămână. Pierderile umane din rândurile echipajelor aliate au fost relativ reduse, dat fiind faptul că majoritatea avioanelor aliate distruse s-au aflat parcate pe piste. În schimb, germanii au pierdut numeroși piloți, pe care nu i-au mai putut înlocui cu rapiditate.
Analizele făcute după încheierea operațiunii au arătat că doar 11 dintre cele 34 de Gruppen ale Luftwaffe au reușit să execute atacul la momentul planificat și să beneficieze de elementul surpriză. Operațiunea nu a reușit să asigure câștigarea superiorității aeriene, chiar și pentru o scurtă perioadă de timp, iar forțele terestre germane au continuat să fie expuse atacurilor aeriene aliate. Bodenplatte cea mai amplă operațiune de atac strategic aerian executată de Luftwaffe din întreaga perioadă a războiului.

## Contextul general

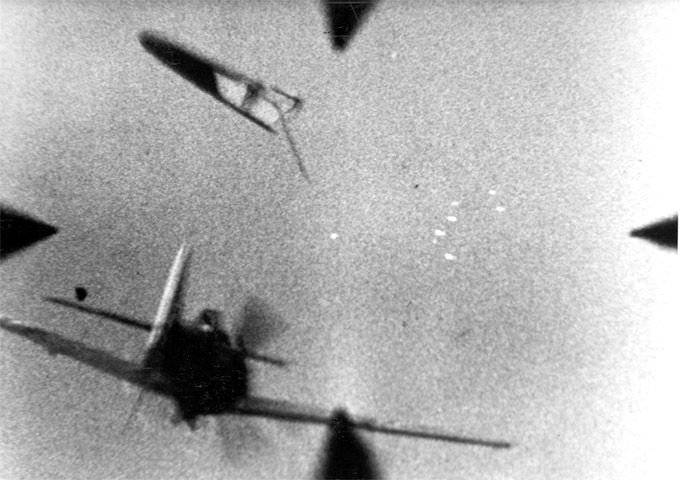
Avion german Focke-Wulf Fw 190A doborât de un avion de vânătoare al USAAF XXIX Tactical Air Command în 1944 ori 1945

Forțele terestre ale aliaților occidentali erau sprijinite de forțele aeriene în timpul înaintării acestora prin Europa Occidentală în 1944. Second Tactical Air Force din cadrul Royal Air Force (RAF) comandată de mareșalul Arthur Coningham a transferat mai multe mari unități – No. 2 Group RAF, No. 83 Expeditionary Air Group, No. 84 Group RAF și No. 85 Group RAF – în Europa continentală pentru asigurarea sprijinului aerian nemijlocit. RAF a menținut o presiune continuă asupra forțelor aeriene, terestre și navale germane prin atacuri continui asupra concentrărilor de efective și a a rutelor de aprovizionare. În același timp, avioanele de recunoaștere aliate au identificat toate mișcările germanilor. Forțele terestre germane nu puteau în consecință atâta vreme cât aliații dețineau superioritatea aeriană. Luftwaffe nu găsea metodele pentru asigurarea unei acoperiri aeriene corespunzătoare trupelor terestre. Deși producția germană de război a înregistrat un maxim în 1944, Luftwaffe suferea puternic din cauza lipsei cronice de piloți experimentați și combustibil.
Luptele terestre se mutau treptat spre cursul fluviului Rin, spre est, spre inima Germaniei. Cea mai mare parte a Franței fusese eliberată, ca și orașele belgiene Bruxelles și Antwerp. Deși Operațiunea Market Garden din 1944 fusese un eșec, aliații reușiseră în 1945 să elibereze cea mai mare parte a sudului Olandei precum și estuarul râului Escaut. În timp ce forțele terestre își continuau înaintarea, forțele tactice aliate se transferau în baze noi pe continent, din care să poată asigura sprijinul aerian nemijlocit. Singurul factor care mai împiedica desfășurarea completă a forțelor aeriene aliate era vremea nefavorabilă. Odată cu sosirea anotimpului friguros, ploaia a transformat pistele în bălți noroioase, iar operațiunile aeriene de amploare au trebuit să fie oprite.
Această situație putea forte bine să continue până la dezghețul de primăvară, ceea ce a determinat Înaltul Comandament German (Oberkommando der Wehrmacht) să lanseze Unternehmen Wacht am Rhein (De veghe pe Rin) pe 16 decembrie. Ofensiva terestră trebuia să îmbunătățească situația Germaniei pe frontul de vest prin cucerirea portului Antwerp și separarea forțelor terestre britanice de cele americane. Ca parte a planurilor de atac, operațiunile terestre germane trebuiau să se desfășoare în condițiile vremii grele de iarnă, forțele tactice aliate fiind obligate în acele condiții meteo nefavorabile să rămână inactive la sol. Dacă prezumția planificatorilor germani cu privire la imposibilitatea asigurării sprijinului aerian de către aviația aliată s-a dovedit corectă, vremea proastă a ținut la sol în bună măsură și aparatele de zbor ale Luftwaffe. În ciuda condițiilor meteo grele, Luftwaffe a reușit să ridice în aer 500 de avioane pe 16 decembrie, cu mult peste ceea ce reușise în ultimele luni. Această primă zi fusese data planificată inițial pentru declanșarea atacului împotriva aerodromurilor aliate, ceea ce avea să fie numită Operațiunea Bodenplatte. În cele din urmă, condițiile meteo s-au dovedit prea dificile, iar operațiunile au fost oprite.
Ofensiva a început în condițiile asigurării elementului surpriză. Sarcina respingerii atacului terestru german a revenit Comandamentului XXIX al Aviației Tactice din cadrul USAAF (comandant generalul Hoyt Vandenberg) și RAF (generalul Arthur Coningham). Pe 23 decembrie, RAF a venit în sprijinul forțelor americane și a prevenit cucerirea de către germani a orașelor Malmedy și Bastogne. În această situație, germanii nu mai aveau decât o cale îngustă în zona St. Vith pentru aprovizionarea trupelor terestre în ofensivă. Ofensiva terestră germană a intrat astfel în impas.
Luftwaffe a fost activă în toată luna decembrie. Germanii au efectuat mai multe mii de misiuni. În timpul luptelor aeriene, RAF și USAAF au produs germanilor pierderi importante în oameni și aparate de zbor. În cele opt zile de atacuri susținute dintre 17 și 27 decembrie 1944, germanii au pierdut 644 de avioane de vânătoare, iar 227 au fost avariate. În aceeași perioadă, germanii au pierdut 322 de piloți uciși, 23 prizonieri și 133 răniți.

## Planul
În septembrie 1944, Adolf Hitler a hotărât să recâștige inițiativa strategică pe frontul de vest prin lansarea unei ofensive. Pe 16 septembrie, Hitler a dat ordin generalului Werner Kreipe – șeful Marelui Stat Major – să pregătească o flotă de avioane necesară ofensivei. Pe 21 octombrie, Kreipe a ordonat avioanelor care asigurau apărarea Marelui Reich (Luftflotte Reich) să transfere șapte grupuri aeriene de vânătoare (Jagdgeschwader) și bombardament (Schlachtgeschwader) sub comanda Comandamentului Aerian Vest (Luftwaffenkommando West) în vederea viitoarei ofensive.
Pe 14 noiembrie, comandantul suprem al Luftwaffe Hermann Göring a ordonat diviziilor de vânătoare 2. Jagddivision și 3. Jagddivision să își pregătească unitățile pentru un atac de amploare în sprijinul ofensivei terestre din Ardeni. Pregătirile trebuiau să fie finalizate până pe 27 noiembrie. Asaltul aerian trebuia declanșat în prima zi a ofensivei terestre.
Generalul-maior Dietrich Peltz a avut sarcina elaborării planului operațiunii după numirea sa în funcția de comandant al Corpului de vânătoare II (II. Fliegerkorps) pe 8 decembrie. Luftwaffenkommando Vest a ordonat ca toate unitățile – cu excepția Jagdgeschwader 300 și 301 – să se prezinte la întâlnirea de planificare din Flammersfeld de pe 5 decembrie. Pe 14 decembrie, Peltz a finalizat prima versiune a planurilor pentru distrugerea forțelor aliate din nord-vestul Europei. Peltz nu era pilot de vânătoare. El avea experiență doar ca pilot pe bombardierele în picaj Junkers Ju 87 Stuka. Misiunile de luptă la care a participat în timpul campaniilor din Polonia (1939),  Franța (1940) și primele faze ale luptelor din Uniunea Sovietică îl formaseră ca un remarcabil specialist al atacurilor la joasă înălțime, ceea ce îl recomanda drept planificatorul ideal al Bodenplatte.
Pe 15 decembrie, planul său a fost finalizat cu ajutorul mai multor comandanți de divizii aeriene, printre care Gotthard Handrick, Walter Grabmann și Karl Hentschel. Planul original prevedea sprijinirea ofensivei terestre din Ardeni, care începea pe 16 decembrie 1944. Numai că, vremea rea, care împiedicase avioanele RAF și USAAF să respingă înaintarea terestră germană, a împiedicat și Luftwaffe să își declanșeze atacurile. Din acest motiv, Bodenplatte nu a fost lansată până pe 1 ianuarie 1945. În acest moment, forțele terestre germane nu mai beneficiau de efectul surpriză, aliații reușind între timp să își reorganizeze defensiva, iar aviația britanică și americană să reia zborurile după îmbunătățirea condițiilor meteo. Germanii au mai făcut un nou efort pentru preluarea inițiativei lansând Operațiunea Nordwind (Unternehmen Nordwind). Luftwaffe trebuia să sprijine acest asalt prin Operațiunea Bodenplatte.
Planul Bodenplatte presupunea un atac surpriză asupra 16 baze aeriene din Belgia, Olanda și Franța. Obiectivele germanilor erau distrugerea sau avarierea gravă a cât mai multor avioane, hangare și piste de decolare aliate. Toate grupurile (Geschwader) de vânătoare și bombardament disponibile pe frontul de vest au fost redistribuite. Au fost aduse în plus unități de vânătoare de noapte (Nachtjagdgeschwader) și de bombardiere medii (Kampfgeschwader), care urmau să acționeze ca avioane de diraje a atacului. Formațiunile car aveau să participe nemijlocit la atac erau formate în principal din avioane de vânătoare Messerschmitt Bf 109 și Focke-Wulf Fw 190.
Planificatorii militari germani au decis din greșeală ca rutele de deplasare ale multor unități să fie peste unele dintre cele mai puternic apărate zone de pe continent – și anume regiunea în care erau amplasate rampele de lansare ale rachetelor V-2 din jurul Hagăi. Aceste rampe erau apărate de număr mare de unități de artilerie antiaeriană. Dacă unele dintre aceste unități fuseseră prevenite cu privire la organizarea operațiunii aeriene, data declanșării acesteia și orarul de zbor au fost ținute secrete. Ca urmare, mai multe unități de vânătoare germane au suferit pierderi cu mult înainte declanșării atacului împotriva obiectivelor ordonate datorită focului propriei artilerii antiaeriene.
La granița dintre anii 1944/1945, Comandamentul Aerului Vest dispunea de 267 baterii de tunuri antiaeriene grele și 277 medii sau ușoare. Apărarea antiaeriană era sprijinită de cele 100 de baterii antiaeriene ale vaselor Kriegsmarine aflate de-a lungul litoralului danez. Ruta de deplasare a numeroase avioanele germane s-a aflat în sectorul Diviziei antiaeriene a 16-a cu cartierul generala la Doetinchem, la aproximativ 24 km nord-est de Arnhem.
După cinci ani de război și pierderi umane, mulți piloți tineri Luftwaffe erau lipsiți de măiestria înaintașilor, atât în ceea ce privește zborul cât și nimicirea țintelor. La formarea slabă a piloților contribuia din plin lipsa de experiență a instructorilor de zbor. În plus, numeroase unități de antrenament au fost forțate să zboare în misiuni de luptă, pentru sprijinirea unităților de avioane de vânătoare (Jagdgeschwader) din prima linie. Avioanele de vânătoare aliate cu rază lungă de acțiune a agravat această situație, doborând numeroase avioane de antrenament. Spre sfârșitul anului 1944, nu mai exista regiuni sigure în care piloții germani se puteau pregăti, existând oricând posibilitatea să fie atacați de avioanele aliate. Militarii aliați, care au fost ținte ale atacurilor aeriene, au remarcat lipsa de precizie a piloților germani, indiferent dacă fusese vorba de mitralierea sau bombardarea țintelor terestre. Multe dintre avioanele Luftwaffe au fost doborâte de focul antiaerienei deoarece au zburat prea încet sau la altitudinea necorespunzătoare. La eșecurile aviației germane a contribuit din plin și criza de carburanți. 
Planul pentru atacul german prevedea menținerea unei tăceri radio stricte și a secretului pentru obținerea unui efect surpriză maxim. Hărțile erau completate doar pe jumătate, fiind identificate doar instalațiile inamice, fără evidențierea rutelor de zbor. Această soluție a fost aleasă pentru ca să îi împiedice pe aliați ca, în cazul în care hărțile ar fi căzut în mâinile lor, să nu poată identifica bazele avioanelor germane. Comandanților germani le-a fost refuzată permisiunea să își informeze piloții cu privire la amănuntele operațiunii până chiar înainte de decolare. Astfel de măsuri de secretizare au creat confuzie operațională. Chiar și în cazul comandanților, ei nu au putut afla decât câteva lucruri strict necesare pentru înțelegerea planului. Când a fost declanșată operațiunea, numeroși piloți germani nu înțelegeau încă obiectivele atacului, sau care le era misiunea lor exactă. Cei mai mulți piloți tineri au fost convinși că era vorba doar de o misiune de recunoaștere efectuată cu avioane puternic înarmate în zona frontului și și-au urmat comandanții cu încredere plecând de la această prezumție greșită.

### Țintele și dispozitivul de luptă
Nu este clar astăzi dacă toate obiectivele de mai jos au fost ținte ale atacului planificat. Există dovezi din care ar rezulta că Grimbergen, Knocke și Ophoven au fost atacate din greșeală, și se presupune că la fel a fost cazul și în ceea ce privește atacul de la Heesch. Oberkommando der Luftwaffe (OKL) a desfășurat 1.035 de avioane din mai multe grupuri de vânătoare de zi (Jagdgeschwader), vânătoare de noapte (Nachtjadggeschwader), bombardament (Kampfgeschwader) și de atac la sol (Schlachtgeschwader). Dintre acestea, 38,5% erau modele Bf 109, 38,5% Fw 190A și 23% Fw 190D.
Lista obiectivelor germane
| Obiectiv                 | Codul obiectivului (aliat) | Forța aeriană aliată | Tipuri de avioane                                | Grupul de aviație Luftwaffe |
| ------------------------ | -------------------------- | -------------------- | ------------------------------------------------ | --------------------------- |
| Deurne                   | B.70                       | RAF                  | Hawker Typhoon/Supermarine Spitfire/P-51 Mustang | JG 77                       |
| Baza aeriană Zutendaal   | Y-29                       | USAAF                | P-47 Thunderbolt/P-51 Mustang                    | JG 11                       |
| Bruxelles— Evere         | B.56                       | USAAF / RAF          | Supermarine Spitfire                             | JG 26 și JG 54              |
| Bruxelles— Grimbergen    | B.60                       | USAAF                | B-17 Flying Fortress/P-51 Mustang                | JG 26 și JG 54              |
| Bruxelles—Melsbroek      | B.58                       | RAF                  | B-25 Mitchell                                    | JG 27 și JG 54              |
| Eindhoven                | B.78                       | RAF / RCAF           | Hawker Typhoon/Supermarine Spitfire              | JG 3                        |
| Gent/Sint-Denijs-Westrem | B.61                       | RAF / Grupul polonez | Supermarine Spitfire                             | JG 1                        |
| Gilze en Rijen           | B.77                       | RAF                  | Supermarine Spitfire/NA Mustang                  | KG 51 și JG 3               |
| Heesch                   | B.88                       | RCAF                 | Supermarine Spitfire                             | JG 6                        |
| Le Culot                 | A-89                       | USAAF                | P-38 Lightning                                   | JG 4                        |
| Maldegem                 | B.65                       | PAF / RNZAF / RAF    | Supermarine Spitfire                             | JG 1                        |
| Metz—Frescaty            | A-90                       | USAAF / RAF          | P-47 Thunderbolt                                 | JG 53                       |
| Ophoven                  | Y-32                       | RAF                  | Supermarine Spitfire                             | JG 4                        |
| Sint-Truiden             | A-92                       | USAAF                | P-47 Thunderbolt                                 | SG 4 și JG 2                |
| Volkel                   | B.80                       | RAF                  | Hawker Typhoon/Hawker Tempest                    | JG 6                        |
| Woensdrecht              | B.79                       | RAF                  | Supermarine Spitfire                             | JG 77                       |
| Ursel                    | B.67                       | USAAF /RAF           | De Havilland DH.98 Mosquito/Avro Lancaster/B-17  | JG 1                        |

### Nume de cod
După încheierea raidurilor din cadrul Unternehmen Bodenplatte, aliații au recuperat mai multe jurnale de bord ale avioanelor doborâte. În câteva dintre acestea, însemnarea „Auftrag Hermann 1.1. 1945, Zeit: 9.20 Uhr” a fost tradusă ca „Operation Hermann to commence on 1 January 1945, at 9:20am.” Aliații au crezut că numele operațiunii a fost „Hermann”, de la numele mareșalului Reichului Hermann Göring. Au mai fost folosite cinci coduri pentru diferite faze ale atacului:
- Varus: indica că operațiunea este aprobată, iar atacul avea să fie dat în 24 de ore după emiterea ordinului Varus.[18]
- Teutonicus: autoriza informarea piloților cu privire la detaliile atacului, înarmarea avioanelor și plasarea lor pe marginea pistei de decolare.[18]
- Hermann: oferea data și ora exactă a atacului.[18]
- Dorothea: indica o amânare a ataculi.[18]
- Spätlese: anula atacul după ce formațiunile decolaseră deja.[18]

### Serviciile aliate de informații
Serviciile aliate de informații nu au reușit să descopere intențiile germanilor. Documentele obținute prin decriptarea transmisiunilor germane au fost găsite doar puține indicații cu privire la pregătirile pentru atac. Pe 4 decembrie 1944, II Jagdkorps a făcut comenzi pentru materiale pentru sprijinirea navigării, precum rachete portocalii și bombe fumigene. Serviciile aliate de informații nu au considerat că aceasta este o informație semnificativă. De asemenea, nu au fost considerate importante instrucțiunile transmite grupurilor de Junkers Ju 88 pentru folosirea rachetelor luminoase pentru ghidarea formațiunilor. Analiștii aliați au considerat că aceste instrucțiuni erau destinate pentru o misiune de sprijin a forțelor terestre, nu pentru un raid de bombardament. Această presupunerea părea corectă, cu atât mai mult cu cât germanii nu oferiseră nicio indicați cu privire la țintele terestre vizate.
Pe 20 decembrie, mesajul 3. Jagddivision a fost intercepta și decriptat. Mesajul reconfirma faptul că locațiile pentru aterizările de urgență din timpul unei „misiuni speciale” nu fuseseră schimbate. În ciuda faptului că această informație putea indica pregătirile pentru o acțiune de amploare, serviciile de informații a ignorat-o. Au fost ignorate și mesajele care aminteau de antrenamentele pentru atacuri la joasă înălțime. Serviviile aliate de informații au monitorizat până pe 16 decembrie toate mișcările de efective ale forțelor terestre și aeriene din fața frontului american din Ardeni, dar nu au bănuit niciun atac posibil.

## Luptele

### Maldegem, Ursel și St. Denijs Westrem
| Unităti                     | I, II, III./JG 1 |
| Avioane participante        | 71               |
| Avioane doborâte            | 29               |
| Avioane avariate            | număr necunoscut |
| Piloți uciși sau prizonieri | 25               |

Jagdgeschwader 1 (JG 1) a fost responsabil pentru atacarea aeroporturilor Ursel și Maldegem. Oberstleutnant Herbert Ihlefeld a fost comandantul grupului (Geschwader). Formațiunea era mixtă: I. și II. / JG 1 erau dotate cu avioane 190, iar III./JG 1 vu Bf 109. În timpul deplasării, escadrila I a JG 1 a pierdut patru avioane din cauza focului propriei artilerii antiaeriene, trei piloții fiind uciși.
Raidurile de la Maldegem și Ursel au început la 08:30. Atât prima cât și a doua escadrilă a JG 1 au fost implicate în lupte individuale dure cu aviația aliată. În timpul atacului, III./JG 1 a pierdut un singur avion deasupra obiectivului, din alte motive decât focul inamicului. I./JG a pierdut încă un avion Fw 190 doborât din greșeală de propria artilerie în timpul deplasării spre Ursel. III./JG 1 a pierdut de asemenea cel puțin două Fw 190 din același motiv. Pierderile germane ar fi putut fi mai grave dacă bateriile antiaeriene britanice de la Maldegem nu ar fi fost mutate în decembrie.
I./JG 1 a pierdut 13 avioane Fw 190 și nouă piloți dispăruți, cinci uciși și patru prizonieri. Aceste pierderi erau foarte ridicate – 56%. III./JG 1 a pierdut doar trei avioane Bf 109, cu un pilot ucis și doi prizonieri. I./JG 1 a revendicat distrugerea a 30 de avioane britanice Spitfire la sol și două doborâte în luptele aeriene de la Maldegem. Revendicările germane au fost apropiate de pierderile raportate oficial de aliați. La Maldegem, 16 avioane au fost distruse, iar la Ursel doar 6. Grupul aerian (polonez) nr. 131 (No. 131 Wing RAF) a pierdut 13 avioane Spitfire distruse, iar alte două au fost avariate foarte grav. La Ursel, au fost raportate 6 avioane distruse, din care un B-17, două Lancaster și un Mosquito. În timpul atacului, escadrilele I și III ale JG 1 au pierdut în total 16 avioane și 12 piloți — un scor foarte prost pentru atac.
II./JG 1 a atacat aeroportul St. Denis Westrem. Dintre cele 36 de avioane Fw 190 care au decolat, 17 au fost doborâte, o rată a pierderilor de 47%. Printre piloții care nu s-au mai întors la bază au fost câțiva foarte experimentați. La rândul lor, germanii au doborât două avioane de vânătoare Spitfire și au avariat alte șapte, care au fost obligate să aterizeze forțat. La St. Denis, 18 avioane Spitfire au fost distruse la sol.
Grupul aerian JG 1 a pierdut în total 25 de piloți și 29 de avioane. Costul plătit de germani pentru distrugerea a 60 de avioane inamice (dintre care 54 la sol) nu poate face ca operațiunea să fie considerată un succes complet, în ciuda distrugerilor semnificative provocate aeroporturilor St. Denijs Westrem și Maldegem. Doar nouă dintre avioanele de vânătoare pierdute de JG 1 au fost doborâte în luptele aeriene cu vânătorii britanici de pe Spitfire. În ceea ce privește alte 3, cauzele doborârii nu sunt sigure – focul artileriei antiaeriene sau al vânătorilor britanici. Două avioane de vânătoare aliate Spitfire au fost doborâte și distruse în timpul luptelor aeriene, iar alte două au fost avariate. Doi piloți aliați (din escadrilele (308 și 317) au fost uciși. Numărul total de avioane de vânătoare Spitfire distruse s-a ridicat la 32.

### Sint-Truiden
| Unități                     | I, II, III./JG 77 și SG 4 |
| Avioane participante        | 144                       |
| Avioane doborâte            | 46                        |
| Avioane avariate            | 12                        |
| Piloți uciși sau prizonieri | 23                        |

Schlachtgeschwader 4 (SG 4) și Jagdgeschwader 2 (JG 2) au avut ca obiectiv distrugerea aeroportului Sint-Truiden. JG 2 era comandat de Kurt Bühligen. Echipele de întreținere de la sol ale I./JG 2 au reușit să pună în stare de luptă 35 din cele 46 avioane Fw 190, dintre care 29 erau modele pentru zborul la mare altitudine Fw 190D. Doar 33 de piloți erau capabili să lupte. Din acest motiv, grupul aerian a raportat că dispune de doar 33 de avioane Fw 190 gata de luptă II./JG 2 a avut gata de luptă 20 de avioane dintre cel 29 Bf 109. Stab./JG 2 au avut gata de luptă 3 avioane Fw 190. Nu este clar motivul pentru care Bühligen a luat parte la misiune.
III./JG 2 a raportat că are operaționale 40 de avioane 190, dintre care 34 Fw 190D. În schimb, formațiunea avea doar 28 de piloți gata de luptă. Din acest motiv, au decolat doar 28 de avioane.
În total, pe 31 decembrie erau gata de luptă 84 de avioane, dintre care 28 Fw 190D.
SG 4 era comandat de Alfred Druschel. Formațunea dispunea de 152 de aparate, dintre care doar 60 în stare de funcționare. Dar Druschel avea la dispoziție doar 129 de piloți. Stab./SG 4 avea în dotare 3 avioane Fw 190 și doi piloți disponibili. I./SG 4 a avut 21 avioane operaționale Fw 190 și 27 de piloți disponibili. II./SG a raportat 27 de avioane Fw 190 gata de zbor. Nu se cunosc efectivele de piloți. III./SG avea în dotare 24 Fw de avioane 190, dar doar 16 erau operaționale. De asemenea, nu este cunoscut numărul de piloți disponibili.
La ora 09:12, JG 2 a traversat linia frontului la Malmedy și a fost întâmpinat de un focul extrem de intens al artileriei antiaeriene aliate. Zona era puternic apărată de bateriile de antiaeriană, de vreme ce fusese scena unor lupte puternice și fusese intens bombardată de rachetele V-1 și V-2. I./JG 2 a pierdut cel puțin șapte avioane de vânătoare doborâte de focul antiaerienei. III./JG 2 a pierdut 10 avioane. Alte șapte avioane Bf 109 din cadrul II./JG 2 au fost doborâte cel mai probabil de antiaeriana aliată. JG 2 a atacat aerodromurile Asch și Ophoven dintr-o eroare.
Misiunea JG 2 a fost un dezastru. I./JG 2 a pierdut 18 avioane Fw 190, iar alte șase au fost avariate de focul artileriei și al avioanelor inamice. Pierderile au reprezentat 73% din totalul forței aeriene disponibile. Dintre cei 15 piloți care au fost dați dispăruți, șase au supraviețuit războiului ca prizonieri. II./JG 2 a pierdut cinci avioane Bf 109, alte trei fiind avariate. Rata pierderilor s-a ridicat astfel la 40%. Escadrila a pierdut un pilot mort, unul rănit și trei dispăruți. III./JG 2 a pierdut 19 avioane Fw 190, iar trei au fost avariate, cu o rată a pierderilor de 79%. Nouă piloți au fost uciși, trei au fost răniți și patru au căzut prizonieri. Pierderile JG 2 s-au ridicat, conform altor surse, la aproximativ 40% din totalul aparatelor de zbor. JG 2 a pierdut 24 de piloți uciși sau dispăruți, 10 prizonieri și 4 răniți. Alte surse consideră că totalul pierderilor a fost de 23 de piloți uciși sau prizonieri.
Și misiunea SG 4 a fost un dezastru. În faza de constituire a formațiunilor de zbor, piloți au traversat ruta de deplasare a JG 11, iar unii dintre piloți s-au alăturat din greșeală JG 11. Pentru că nu au mai fost capabili să își constituie formațiunile de zbor, I și II./SG 4 au hotărât să reîntoarcă la baze. Kommodore Druschel a continuat misiunea împreună că cinci piloți ai III./SG 4 care se rătăciseră de grupul lor. SG 4 a traversat linia frontului lângă Hürtgenwald la 09:10. Antiaeriana americană a deschis imediat focul și, în doar 30 de minute a doborât șapte avioane. Doar șase avioane Fw 190 dintre cele 50 ale SG 4 au reușit să atace aeroporturile de la Aachen și Asch. Dintre acestea, doar două s-au mai întors la bază. Druschel a fost declarat dispărut în misiune. 

### Volkel și Heesch
| Unități                     | I, II, III./JG 6 |
| Avioane participante        | 78               |
| Avioane doborâte            | 27               |
| Avioane avariate            | 5                |
| Piloți uciși sau prizonieri | 23               |

Obiectivul Jagdgeschwader 6 (JG 6) a fost Volkel. I și III./JG 6 trebuiau să atace aeroporturile, în vreme ce II./JG 6 trebuia să asigure acoperirea aeriană împotriva atacurilor aviației de vânătoare aliate. I./JG 6 a reușit să mobilizeze 29 dintre cele 34 de aparate de zbor Fw 190, iar II./JG 6 încă 25. Practic, cea mai mare parte a celor 99 de avioane Fw 190 erau operaționale și gata de luptă. III./JG 6 a primit ordinul să atace doar rezervoarele de combustibil de pe aeroport. În misiune au decolat doar 78 dintre cele 99 de avioane disponibile. 
În timpul deplasării spre țintă, JG 6 a ajuns în apropierea aeroportului Heesch, iar unii dintre piloții grupului au presupus că au ajuns deja la aeroportul Volkel. Este puțin probabil ca pista de la Heesch, construită relativ recent, în octombrie 1944, să fi fost cunoscută de Luftwaffe. Aici își afla cartierul general Grupul nr. 126 RCAF (Royal Canadian Air Force). Escadrilele 411 și 412 erau în misiune de cercetare, astfel că majoritatea aparatelor de zbor se aflau deja în aer. Escadrila 401 se pregătea pentru decolare când avioanele din cadrul JG 6 și-au făcut apariția în zonă la 09:15. Cei mai mulți piloți germani nu au văzut aerodromul, fiind preocupați de menținerea formației strânse la joasă altitudine. În aceste condiții, piloții escadrilei 401 au reușit să decoleze. Câțiva piloți germani au fost autorizați să atace, în vreme ce grupul principal a continuat să caute aerodromul de la Volkel. II./JG 6 a atacat o pistă de la Helmond pe care nu era niciun avion parcat, iar mai mulți piloți germani au fost doborâți de focul antiaerienei aliate. În scurtă vreme, II./JG 6 a trebuit să facă față atacului avioanelor Spitfire și Tempest decolate de pe aeroportul Helmond, în fața cărora a suferit pierderi importante. Germanii au reușit să producă distrugeri minore atât la t Heesch cât și la Helmond.
În timpul raidului, toate cele patru grupe germane nu au reușit să găsească aeroportul Volkel, iar avioanele Hawker Tempest găzduite aici au rămas neatinse. Singurul succes al JG 6 a fost atacul dat din eroare de I./JG la Eindhoven, unde germanii au pretins distrugerea a 33 de avioane de vânătoare și 6 bombardiere medii. La fel ca în cazul aerodromului de la Volkel, cele de la Helmond și Heesch au scăpat neavariate. În luptele aeriene din spațiul aerian al aeroportului Helmond, JG 6 a pretins doborârea a șase avioane aliate. În realitate, germanii au reușit să doboare doar două avioane Spitfire, unul Hawker Typhoon și să avarieze grav un al patrulea avion. Stab./JG 6 și-a pierdut comandantul, doborât și luat prizonier. Dintre cele 29 de avioane Fw 190 ale I./JG′s, 7 au fost doborâte și două avariate. Dintre cele 25 de Fw 190 ale II./JG 6, opt au fost distruse și două avariate. În cazul III./JG 6, grupul a pierdut 12 dintre cele 20 de avioane Bf 109. În total, JG 6 a pierdut 43% din aparatele de zbor plecate în misiune, a pierdut 16 piloți morți sau dispăruți și șapte căzuți prizonieri. În afară de comandantul de grup Kogler, au mai fost pierduți Gruppenkommandeure Helmut Kühle, Staffelkapitane (Hauptmann Ewald Trost - prizonier, Hauptmann Norbert Katz – mort, Lothar Gerlach – dispărut sau mort).

### Antwerp-Deurne și Woensdrecht
| Unități                     | I, II, III./JG 77 |
| Avioane participante        | 59                |
| Avioane doborâte            | 11                |
| Avioane avariate            | -                 |
| Piloți uciși sau prizonieri | 11                |

Aerodromul Deurne trebuia să fie distrus de Jagdgeschwader 77 (JG 77). Antwerp era gazda celui mai important contingent aerian aerian (nouă escadrile). Aeroportul fusese atacat în mod repetat cu rachete V-1 și V-2, împotriva cărora fuses dotat cu o puternică apărare aeriană. 
La ora 08:00, două formații de avioane de câte18 Bf 109 din cadrul I și III./JG 77 au decolat. În același timp, 23 de avioane Bf 109 ale II./JG 77 au decolat și ele. Toate aceste avioane s-au întâlnit în dreptul localității Bocholt, unde au format un singur grup. De aici, s-au îndreptat spre Antwerp, iar avioanele din cadrul JG 77 au trecut prin dreptul aerodromului Woensdrecht. Aici era baza pentru No. 132 Wing RAF și cele cinci escadrile de Spitfire; 331, 332 (norvegian), 66, 127 și 322 (olandez). Unii dintre piloții germani din cadrul II./JG 77 au crezut în mod greșit că au ajuns la Antwerp, ori au considerat că pot declanșa un atac încununat de succes, deși nu se aflau în dreptul obiectivului. Britanicii au afirmat că au doborât două avioane de vânătoare și au luat prizonier un pilot. În schimb, în raportul oficial al germanilor nu se pomenește nimic despre aceste pierderi.
Restul avioanelor germane au continuat însă zborul spre Antwerp. Aeroportul olandez a fost atacat de la 09:25 la 09:40. Bateriile de artilerie antiaeriană erau deja în alertă în momentul declanșării raidului, iar avioanele germane au atacat în mod dezorganizat. Atacul a ratat complet avioanele grupului RAF 145. Dacă se ia în consdierație numărul mare de ținte de pe aeroport, se poate considera că amploarea distrugerilor provocate de raidul german a fost redusă. Aliații au pierdut doar 12 avioane de vânătoare Spitfire distruse.
În total, raidul a dus la distrugerea a 14 avioane aliate, alte 9 fiind avariate. JG 77 a pierdut 11 avioane Bf 109. Rapoartele aliate pretind că au fost uciși șase piloți, iar alți cinci au fost luați prizonieri. Rapoartele germane consemnează doar pierderea a 10 piloți. Patru dintre aceștia sunt dați dispăruți sau prizonieri.

### Metz-Frescaty
| Unități                     | Stab., II., III., IV./JG 53 |
| Avioane participante        | 80                          |
| Avioane doborâte            | 30                          |
| Avioane avariate            | 8                           |
| Piloți uciși sau prizonieri | 17                          |

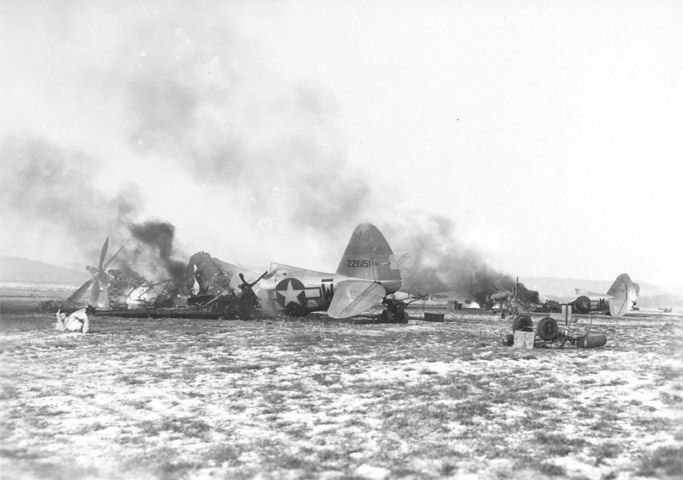
Avioane P-47 distruse pe aeroportul Y-34 Metz-Frescaty

Jagdgeschwader 53 (JG 53) a avut ca sarcină atacarea aeroportului USAAF de la Metz-Frescaty. Pentru această sarcină au fost disponibile avioanele escadrilelor Stab., II., III. și IV./JG 53. III./JG 53 trebuia să distrugă instalațiile antiaeriene de regiunea Metz, în vreme ce restul grupului trebuia să distrugă aeroporturile.
Comandamentul Tactic Aeriana XIX al USAAF mobilizase forțe aeriene puternice în nord-estul Franței, de unde sprijinea Armata a 3-a SUA. JG 53 trebuia să scoată din funcțiunea aeroporturile americane. 26 avioane Bf 109 au decolat, dar au fost interceptate de 12 avioane americane P-47 din cadrul escadrilelor de vânătoare 367 și 358. Americanii au revendicat doborârea sigură a 13 avioane germane, un avion probabil doborât, șase avariate, în condițiile în care nu au pierdut nici un aparat de zbor. În timpul deplasării înapoi la bază, III./JG 53 a fost interceptat la 09:20 de escadrila de vânătoare 366. În total, III./JG 53 a pierdut 10 avioane Bf 109 și a avut un avion avariat. Dintre cele 25 de avioane Bf 109 ale III./JG 53 care au participat la raid, 11 au fost doborâte, adică 40% din totalul forței. Escadrila de vânătoare 358 a fost citată pe unitate pentru prevenirea atacului împotriva aeroporturilor americane.
În ciuda eșecului III./JG 53, atacul principal a fost un succes. Stab, II. și IV./JG 53 nu au întâmpinat nicio opoziție în timpul atacului. Germanii au reușit să provoace distrugeri semnificative ale avioanelor de vânătoare americane parcate pe aeroport. După terminarea atacului asupra aeroportului Metz, cele trei grupuri ale JG 53 au raportat pierderea a 20 de avioane Bf 109 și avarierea a altor 7. Aceste cifre reprezintă un procentaj de peste 50% din cele 52 de avioane participante la raid. 13 piloți germani au fost declarați dispăruți – mai târziu s-a dovedit că 3 au murit, iar patru au căzut prizonieri. De asemenea, 3 piloți răniți au reușit să se reîntoarcă la bază. JG 53 a revendicat distrugerea la sol a 27 de avioane de vânătoare americane și opt au fost avariate. La acestea se adaugă 4 victorii în luptele aeriene. În total, JG 53 a raportat 30 de avioane Bf 109 distruse și 8 avariate în cele două operațiuni la care a participat, adică 48% din efective. Pierderile raportate de americani au fost 22 de avioane distruse și 11 avariate (toate model P-47t).
Pierderile suferite în cadrul Operațiunii Bodenplatte de către JG 53 au contrabalansat toate victoriile și avantajele câștigate în timpul atacurilor.

### Le Culot și Ophoven
| Unități                     | I, II, III./JG 4 |
| Avioane participante        | 55—75            |
| Avioane doborâte            | 25—26            |
| Avioane avariate            | ~ 6              |
| Piloți uciși sau prizonieri | 17               |

Aeroportul Le Culot (redenumit mai târziu Beauvechain), care se afla la 45 km de Charleroi, a fost ținta Jagdgeschwader 4 (JG 4). Pista principală (A-89) era numită de localnici „Beauvechain”, iar cea auxiliară Le Culot East (Y-10) era numită de localnici „Burettes”. Aeroportul era bine cunoscut de piloții Luftwaffe, pentru că fusese bază aeriană germană după ocuparea Franței.
Gerhard Michalski a fost comandantul grupului german care a executat atacul. În timpul deplasării, cinci avioane au fost doborâte de focul antiaerienei. Au alt pilot a fost doborât la Eindhoven. Cel 8 avioane de vânătoare rămase din cadrul IV./JG 4 și-au continuat zborul către obiectiv. După aproximativ 10 minute, piloții germani au identificat un aeroport pe care l-au confundat cu Le Culot. De fapt, germanii au atacat aeroportul Sint-Truiden.
Eroarea piloților germani este simplu de explicat - Le Culot se învecina cu Sint-Truiden. Sint-Truiden era baza grupurilor de vânătoare 48 și 404. Escadrila de vânătoare 492 se pregătea de decolare pentru ora 09:20. JG 4 a atacat aeroportul la 09:15. Mai multe avioane P-47, care așteptau pe pistă, au fost abandonate de piloți, după care au fost distruse. În ciuda numărului redus de avioane participante la atac, JG 4 a reușit să provoace pierderi importante aliaților. Americanii au pierdut 10 avioane distruse și 31 avariate. Germanii au pierdut opt avioane de vânătoarea, dintre care șapte Bf 109, iar alte trei au fost avariate. Aeroportul Le Culot nu a fost atins de atac.
II (Sturm)./JG 4 a decolat pentru atacarea aerodromului Le Culot la 08:08. Pe drum, germanii s-au rătăcit și au atacat aeroportul Asch. Mai apoi, ei au pretins că au distrus un avion P-47, că au avariat două bimotoare și au distrus două trenuri și câteva camioane. Subunitatea a revendicat și doborârea unui avion de recunoaștere Auster. Cel mai probabil a fost vorba de un avion american al escadrilei 125. La sfârșitul raidului, aproape toate aparatele de zbor ale grupului german fuseseră doborâte.
I. și III./JG 4 ar fi trebuit să atace împreună aerodromul Le Culot. Cele 35 de avioane Bf 109 (nouă din cadrul III./JG 4) au decolat la 08:20 și s-au îndreptat spre nord-vest. Două Ju 88G-1 din cadrul II./NJG 101 conduceau raidul pe post de avioane de dirijare. O parte a avioanelor I./JG 4 a atacat grupul de vânătoare RAF No. 125 de pe aerodromul Ophoven. Numărul avioanelor Spitfire distruse nu este cunoscut cu exactitate. Se știe sigur că au fost distruse două avioane P-47 și unul B-17. I./JG 4 a raportat dispariția a două Bf 109, avarierea unui și distrugerea unui altui avion de vânătoare. Germanii au revendicat distrugerea unui hangar, a unui P-47, a mai multor vehicule și a bateriilor antiaeriene. Germanii nu au raportat și distrugerea avioanelor Spitfire, B-17 și P-47 menționate însă de raportul britanic. există surse istorice care menționează distrugerea a două Spitfire și avarierea a altor zece în timpul raidului de la Ophoven.
În ceea ce privește efectivele JG 4, este menționată pierderea a 25 de avioane de vânătoare dintr-un total de 55 care au luat parte la atac. Pierderea a 17 piloți uciși sau dispăruți și căderea în prizonierat a altor șapte fac ca JG 4 să fu avut o rată a pierderilor de 42%.
O cercetarea mai nouă apreciază că numărul total de avioane ale JG 4 a fost de 75, dintre care doar 12 au atacat țintele de la sol. 
În timpul raidului, germanii au pierdut cele două avioane de dirijare Ju 88, 26 de avioane de vânătoare distruse și șase avariate.

### Asch
| Unități                     | Stab. I, II, III./JG 11 |
| Avioane participante        | 61                      |
| Avioane doborâte            | 28                      |
| Avioane avariate            | -                       |
| Piloți uciși sau prizonieri | 24                      |

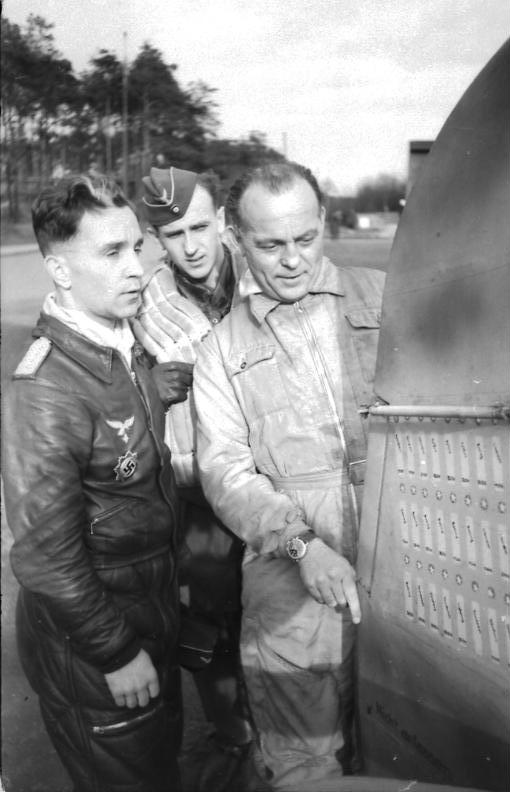
Kurt Tank și maiorul Günther Specht (în stânga) inspectând cârma avionului său Bf 109. Dispariția lui Specht a reprezentat o pierdere grea pentru JG 11.

Aeroportul Asch fusese construit în noiembrie 1944 și a fost baza grupurilor de vânătoare 352 și 366. Jagdgeschwader 11 (JG 11) a avut sarcina distrugerii acestui aeroport. I./JG 11 dispunea doar de 19 avioane Fw 190, dar doar șase piloți gata de luptă. La raid au participat cei șase piloți ai I./JG 1 și patru din Stab./JG 1. III./JG 11 avea mai multe avioane decât piloți, iar restul escadrilelor au oferit oameni pentru completarea efectivelor. La Bodenplatte au participat 41 de avioane Fw 190 din cadrul JG 11; patru din Stab., șase din I Gruppe, 31 din III Gruppe și 20 de avioane Bf 109 ale II. Gruppe.
Planul a prevăzut un atac la joasă înălțime efectuat de I și III./JG 11, în vreme ce II./JG 11 trebuia să asigure acoperirea aeriană împotriva vânătorilor din USAAF. Piloții au primit hărți și fotografii ale aerodromului, dar nu au cunoscut numele țintei până în dimineața atacului. După ce au intrat în spațiul aerian controlat de aliați, germanii au pierdut patru avioane doborâte de antiaeriană. În timpul deplasării, JG 11 a ajuns exact deasupra aeroportului Ophoven. Aproximativ o jumătate dintre avioanele din cadrul JG 11, adică 30 Fw 190 și Bf 109, a atacat din greșeală acest aeroport, pe care l-au confundat cu Asch. Restul a continuat drumul spre obiectivul inițial, Asch. Ophoven se afla doar la 5 km nord de Asch și era baza grupului RAF No. 125.
Baza de la Asch a avut un mare noroc. Escadrilele de vânătoare 390 și 366 au lansat câte o patrulă în acea dimineață, acest fapt jucând un rol de primă importanță în eșecului atacului german. Comandantul escadrilei 487 din cadrul grupului 352, John Charles Meyer, a anticipat intențiile germanilor și a ordonat decolarea a 12 avioane P-51 într-o misiune de patrulare activă. Decolarea avioanelor britanice s-a făcut sub focul inamicului, care începuse deja atacul.
Câțiva piloți aliați au câștigat titlul de „as al aerului” în acea zi. Nici un avion P-51 nu a fost doborât. Două P-51 au fost avariate în luptă, iar un al treilea la sol. Grupul de vânătoare 366 a pierdut un avion P-47. Grupul de vânătoare 366 a fost creditat cu 8 avioane doborâte, iar antiaeriana a mai revendicat distrugerea a altor șapte. Este foarte posibil ca aceste cifre să fie exagerate. Rapoartele Luftwaffe indică faptul că JG 11 a pierdut 28 de avioane de vânătoare. Patru piloți germani doborâți, (din care doi răniți) au reușit să se reîntoarcă în zonele controlate de germani, patru au fost luați prizonieri, iar restul au fost declarați morți. 24 de avioane Bf 109 și Fw 190 au fost doborâte în spațiul aerian inamic. Printre piloții germani uciși în acea misiune s-a numărat și asul Günther Specht.
Sunt puține informații despre victoriile revendicate de germani. Conform unui document, JG 11 a pretins distrugerea a 13 avioane de vânătoare, două bimotoare și patru cvadrimotoare. Alte cinci avioane de vânătoare ar fi fost distruse pe Ophoven, confundat în raport cu „aeroportul Glabbeek”. Germanii au mai revendicat zece avioane aliate doborâte în zbor și o victorie probabilă. Rapoartele aliate demonstrează însă că aceste pretenții germane sunt exagerate.
Piloții americani au revendicat doborârea a 35 de avioane germane. O analiză mai atentă a dovedit că doar 14 victorii au putut fi atribuite cu un anumit grad de certitudine americanilor, plus încă două probabile. Doborârea a patru avioane germane a fost atribuită artileriei antiaeriene. În total, JG 11 a pierdut 28 de aparate de zbor. Lupta din zona aeroportului Asch a durat 45 de minute.

### Bruxelles-Evere/Grimbergen
| Unități                     | Stab., I, II, III./JG 26 și III./JG 54 |
| Avioane participante        | 127                                    |
| Avioane doborâte            | 40                                     |
| Avioane avariate            | ?                                      |
| Piloți uciși sau prizonieri | 30                                     |

Jagdgeschwader 26 (JG 26) și III. Gruppe din cadrul Jagdgeschwader 54 (JG 54) au avut misiunea distrugerii aeroportului Bruxelles-Evere. La sfârșitul lunii decembrie, II./JG 26 avea 39 de avioane D-9, iar III./JG 26 era dotat cu 45 de avioane Bf 109. Documentele care s-au păstrat confirmă zborul a 110 avioane ale JG 26 care au decolat în acea zi. Cu excepția a 29 dintre ele, care erau Fw 190, restul erau Bf 109. 17 avioane Fw 190 din cadrul III./JG 54 au luat parte la misiune alături de aparatele de zbor ale JG 26.
Aeroportul Grimbergen, care era în cea mai mare parte nefuncțional și abandonat parțial,  nu era cunoscut analiștilor Luftwaffe. Aeroportul Evere era amplasat ceva mai la sud de Grimbergen. Aeroportul Evere era unul dintre cele mai aglomerate din Belgia și prezenta numeroase ținte valoroase pentru raidul german. Aici își aveau baza 60 de avioane Spitfire XVI din cadrul grupului aerian no. 127 RAF. Tot aici își aveau baza bombardiere  B-17 și B-24 ale Forței Aeriene a 8-a SUA. În total, pe piste și în hangare se aflau peste 100 de avioane.
La ora 08:13 au decolat primele formațiuni germane. În total, au participat 64 de avioane  Fw 190D-9. Pe drumul spre ținte, 14 bombardiere  D-9 au trebuit să se reîntoarcă la bază datorită avariilor produse de antiaeriană sau datorită unor defecțiuni mecanice. Trei Fw 190 au fost doborâte de artileria antiaeriană. La ora 09:10, când avioanele germane au traversat linia frontului, artileria antiaeriană grea aliată a mai doborât încă cinci avioane. Aceste victorii au fost obținute în special de artileria AA de pe navele britanice care asigurau protecția estuarului Scheldt. În momentul în care aparatele germane au traversat frontierele olandeză și belgiană, au fost atacate de avioanele de vânătoare Spitfire. Cinci Fw 190 au fost doborâte. I./JG 26 a distrus sau avariat cele câteva avioane de pe pista aeroportului. Apărarea antiaeriană a pretins că a doborât cinci avioane. I./JG 26 a raportat pierderea a două avioane Fw 190 în luptele aeriene. Germanii au pierdut avioane și în timpul reîntoarcerii la baze datorită tirului propriei antiaeriene.
Raidul a fost un eșec total. Germanii au reușit să distrugă doar șase avioane inamice, pierzând în schimb 21 de avioane Fw 190, zece dintre aparatele participante la raid fiind avariate mai mult sau mai puțin grav. 17 piloți au fost declarați dispăruți, dintre aceștia 8 au căzut prizonieri și au supraviețuit războiului.
Doar  II./JG 26  și III./JG 26 au reușit să atace eficient aeroportul Evere. Numărul aparatelor participante la raid a fost între 44 și 52 de Fw 190. Piloții acestor unități au reușit să distrugă bateriile antiaeriene și hangarele, tractoarele, rezervoarele de combustibil și avioanele. Grupul aerian 127 RCAF a pierdut un avion Spitfire în luptele aeriene și alte 11 la sol. Aliații au avut 11 vehicule avariate și unul distrus. Pe aeroportul Evere, aliații au pierdut 61 de avioane. Atacatorii germani au fost atrași de numărul mare de mijloace de transport pe care le-au atacat și ca rezultat numeroase avioane de vânătoare Spitfire au rămas neatinse. Dat fiind numărul mare de aparate Spitfire aflate la sol, pierderile canadienilor din RACAF au părut „reduse”. Comandantul de grup aerian canadian Johnnie Johnson avea să raporteze că imprecizia tirului piloților germani i-a împiedicat pe aceștia din urmă să obțină rezultate mai bune.
Pierderile aliaților pe aeroportul Evere s-au ridicat la 32 de avioane de vânătoare, 22 bimotoare și 13 cvadrimotoare distruse, plus alte 16 aparate de zbor diferite avariate. În total, II./JG 26 a pierdut 13 avioane Fw 190 doborâte și două avariate. Nouă piloți germani au fost declarați dispăruți în misiune. Cinci piloți germani au murit, iar patru au căzut prizonieri. III./JG 26 au pierdut șase avioane Bf 109, cinci piloți uciși și unul luat prizonier. Germanii au considerat că rata pierderilor a fost contrabalansată de distrugerile provocate aliaților. Raidul de la Evere a fost considerat un succes.

### Bruxelles-Melsbroek
| Unități                     | I, II, III./JG 27 și IV./JG 54 |
| Avioane participante        | 43                             |
| Avioane doborâte            | 21                             |
| Avioane avariate            | 1                              |
| Piloți uciși sau prizonieri | 17                             |

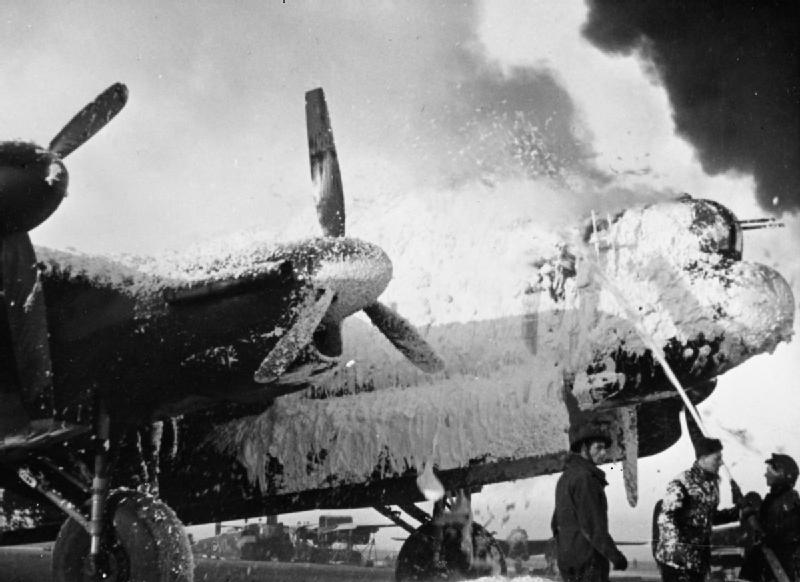
Pompierii acoperă cu spumă un avion Avro Lancaster la Melsbroek (Belgia) ca să împiedice extinderea incendiului. Acest avion fusese lovit în timpul raidului bombardierelor germane în timpul Operațiunii Bodenplatte.

Jagdgeschwader 27 și IV./Jagdgeschwader 54 (JG 27 și JG 54) au avut ca obiectiv baza aeriană Melsbroek. Pe 31 decembrie, JG 27 a trimis în acțiune 22 de piloți din cadrul grupului I, 13 din cadrul celei de-al doilea, 15 din al treilea și 16 din al patrulea. Geschwaderkommadore Wolfgang Späte refăcuse grupul IV./JG 54. Acesta avea doar 21 de piloți, iar 15 dintre cele 23 de avioane  Fw 190 erau operaționale. În total, 28 de avioane 28 Bf 109 din cadrul JG 27 și 15 Fw 190 ale JG 54 au decolat pentru această misiune. Șapte avioane au fost doborâte în luptele aeriene sau ca victime ale focului propriei artilerii antiaeriene mai înainte ca să ajungă la obiectiv.
Raidul german a lovit puternic aeroportul Melsbroek. Conform raportului lui Emil Clade (comandantul III./JG 27), bateriile antiaeriene nu erau deservite de artileriști, iar avioanele erau aliniate pe pistă sau în dreptul hangarelor, ceea ce le-a făcut ținte perfecte. Atacul a provocat distrugeri considerabile unităților de aici și a fost considerat un mare succes. Grupul „Recce” a pierdut o escadrilă completă. Escadrila RAF 69 a pierdut 11 avioane Vickers Wellington, alte două fiind avariate. Escadrila RAF 140 a pierdut patru avioane Mosquito. Cel puțin cinci avioane de vânătoare Spitfire din ale escadrilei RAF 16 au fost distruse. Escadrila RAF 271 a pierdut cel puțin șapte avioane de transport Harrow. Grupul 139 a raportat distrugerea a cinci bombardiere B-25 și avarierea a altor cinci. Americanii au înregistrat pierderea a 15-20 de bombardiere. Altă sursă pretinde distrugerea a 13 bombardiere Wellington, cinci avioane de vânătoare Mosquito și patru avioane de observație Auster și cinci avioane multirol Avro Anson. De asemenea ar fi fost distruse trei avioane de vânătoare Spitfire și alte două au fost avariate. În plus, a fost distrus cel puțin un avion de transport Douglas Dakota.
Piloții din cadrul JG 27 și JG 54 au revendicat distrugerea a 85 de avioane și  avarierea altor 40. Piloții germani de recunoaștere au confirmat distrugerea a 49 de avioane. Pe de altă parte, JG 27 a suferit pierderi inacceptabil de mari: 17 avioane Bf 109 doborâte, 11 piloți morți, unul rănit și trei căzuți prizonieri. IV./JG 54 a pierdut doi piloți uciși și unul capturat, 3 avioane Fw 190 doborâte și unul avariat.

### Gilze-Rijen și  Eindhoven
| Unități                     | Stab. I., III., IV./JG 3 și KG 51 |
| Avioane participante        | 81                                |
| Avioane doborâte            | 15-16                             |
| Avioane avariate            | ?                                 |
| Piloți uciși sau prizonieri | 15-16                             |

Jagdgeschwader 3 (JG 3) și Kampfgeschwader 51 (KG 51) au avut sarcina distrugerii unităților aliate de pe aeroporturile Eindhoven și Gilze-Rijen. Gilze-Rijen era baza pentru trei escadrile Spitfire și opt Typhoon ale RAF și RCAF. Au decolat 22 de avioane Bf 109 din cadrul I./JG 3 însoțite de alte patru din  Stab./JG 3, 15 din III./JG 3 și 19 Fw 190 din cadrul IV./JG 3. KG 51 a cotnribuit cu 21 dintre cele 30 de avioane cu reacție Messerschmitt Me 262 din dotare. Exostă istorici care includ în mod eronat Kampfgeschwader 76 (KG 76) printre participanții la raid.
Fiecare escadrilă (staffel) ar fi trebuit să execute cel puțin trei. I./JG 3 a decolat și s-a alăturat grupului conducător, IV Sturm./JG 3. III./JG 3 a decolat și s-a amplasat în ariergardă. Avioanele Bf 109 și Fw 190 ale escadrilei (Geschwader) au ajuns în zona de atac la 09:20. Comandantul (Geschwaderkommodore) Heinrich Bär a condus atacul. Unii dintre piloți au reușit să execute patru atacuri, distrugând amplasamentele antiaerienei, rezervoarele de combustibil și diverse vehicule. Pe aeroport se aflau aproape 300 de avioane, iar în magazii se aflau stocate cantități mari de echipamente militare și combustibil. Raidul german a provocat numeroase incendii pe aeroport.
JG 3 a pretins distrugerea a 53 avioane monomotor și a 11 bimotoare. De asemenea, JG 3 a pretins avarierea a cinci avioane de vânătoare și a unui bombardier cvadrimotor. Germanii au pretins de asemenea doborârea în luptele aeriene a patru avioane Typhoon, trei Spitfire, a unui Tempest și a unui alt avion de un tip necunoscut.  În total, JG 3 a reușit, conform rapoartelor britanice, să distrugă 43 de avioane și să avarieze alte 60, unele extrem de grav. Germanii au crezut că cifra avioanelor distruse s-a ridicat la 116. În timpul raidului, germanii au avut la rândul lor pierderi. I./JG 3 a pierdut nouă avioane și tot atâția piloți, adică o rată a pierderilor de 50%. Aceasta înseamnă că la reîntoarcerea la bază, escadrila nu mai a fost funcțională. Antiaeriana RAF a fost creditată cu doborârea a cinci avioane germane. JG 3 a pierdut în total 15 dintre 60 de avioane participante la raid, adică o rată a pierderilor de 25%. La sfârșitul raidului, lipseau 15 piloți – nouă au fost uciși în luptă, cinci au fost luați prizonieri, iar unul a fost declarat dispărut în acțiune. Alte surse pretind pierderi care s-ar fi ridicat la 165 piloți – 10 morți, un dispărut și șase prizonieri de război.
Distrugerile provocate la Eindhoven au fost importante și germanii au putut considerat că JG 3 a obținut un mare succes. Atacul JG 3 a fost sprijinit de JG 6, care a identificat în mod greșit aeroportul Eindhoven ca una dintre ținte sale. Rate ridicate ale pierderilor în rândul aliaților au fost înregistrat grupul „ Recce” și grupul canadian 124 RCAF, care au pierdut 24 de avioane distruse sau avariate. Grupul RAF 39 Wing RAF a pierdut 30 distruse sau avariate. Grupul 143 RCAF a pierdut 29 de avioane distruse sau avariate. Se consideră că I./JG 3 a fost responsabilă pentru aproape două treimi din distrugeri. O altă sursă consideră că aliații au pierdut 47 avioane distruse și 43 avariate.

### Tentativă probabilă de lansare a unei rachete V-2
Cel puțin o rachetă V-2 plasată pe un vehicul special (Meillerwagen) a fost observată ridicată în poziția de lansare de către un pilot al unui avion de vânătoare american în apropierea orașului Lochem în ziua de 1 ianuarie 1945. După ce au fost observați de pilotul american, membrii echipajului lansatorului mobil au coborât rapid racheta din poziția ridicată la aproximativ 85° (aproape de unghiul de lansare) la 30°.

## Rezultatul raidului
Rezultatul raidului este greu de estimat datorită nepotrivirilor dintre pierderile raportate de cele două tabere. Este probabil ca pierderile aliaților să fi fost mai ridicate decât au fost raportate. Americanii nu au ținut o evidență foarte precisă a pierderilor și se pare că pierderile suferite de Forța Aeriană a 8-a nu au fost incluse în raportul final. Când pierderile estimate ale americanilor sunt adăugate cifrelor oficiale, totalul final se ridică la  232 avioane distruse (143 monomotoare, 74 bimotoare și 15 cvadrimotoare) și 156 avariate (139 monomotoare, 12 bimotoare și cinci cvadrimotoare). Dacă se verifică separat rapoartele fiecărei escadrile, cifrele totale ale pierderilor USAAF par să fie chiar mai mari. Aceste pierderi s-ar ridica la cel puțin încă 16 avioane  B-17, 14 B-24, 8 P-51 și cel puțin două P-47, a căror distrugere ar trebui adăugată la cifrele de mai înainte. Un total de 290 de avioane USAAF, RAF și RCAF distruse și 180 avariate pare mai aproape de realitate. Dacă se iau în considerație și aparatele de zbor doborâte sau avariate în timpul luptelor aeriene, rezultatul final al raidului se ridică la 305 avioane distruse și 190 avariate.
Mai jos este o listă a rezultatelor atacurilor germane:

      fără distrugeri sau distrugeri foarte ușoare 

      distrugeri ușoare

      distrugeri ample

      distrugeri foarte ample

| Obiectivul               | Codul (aliat) al obiectilui | Unitatea Luftwaffe   | Forțele aliate | Pierderile aliate (conform raportului oficial) |
| ------------------------ | --------------------------- | -------------------- | --- | --- |
| Antwerp—Deurne           | B-70                        | JG 77                | No. 146 Wing RAF, No. 145 Wing RAF și un grup de bombardament al USAAF | Un avion distrus cu certitudine, aproximativ 15 avariate, 3 avioane posibil distruse. |
| Asch                     | Y-29                        | JG 11                | USAAF 366 Fighter Group, 352 Fighter Group. | Un bombardier abandonat B-17 distrus, 3 avioane avariate. |
| Bruxelles—Evere          | B-56                        | JG 26 și JG 54       | No. 127 Wing RAF, 2nd Tactical Air Force Communication Squadron, No. 147 Squadron RAF, No. 271 Squadron RAF și elemente ale USAAF 361 Fighter Group și 358 Fighter Group. | 34 avioane distruse, 29 avariate. |
| Bruxelles—Grimbergen     | B-60                        | JG 26 și JG 54       | Doar 6 avioane aliate parcate | Toate cele 6 avioane aliate au fost distruse. |
| Bruxelles—Melsbroek      | B-58                        | JG 27, JG 54 și JG 4 | No. 34 Wing RAF, No. 139 Wing RAF, TAF Communications Squadron și No. 85 Group RAF Communications squadron. | 35 de avioane distruse, 9 grav avariate. |
| Eindhoven                | B-78                        | JG 3                 | No. 124 Wing RCAF, No. 143 Wing RCAF și 39 Wing RAF. No. 400 Squadron RCAF, No. 414 Squadron RCAF și No. 430 Squadron RCAF. | 26 de avioane Typhoons distruse și aproximativ 30 de aparate avariate. Alte aproximativ cinci avioane de recunoaștere Spitfire au fost distruse; unul dintre acestea a fost distrus în urma coliziunii cu un aparat german Fw 190 doborât. |
| Gent/Sint-Denijs-Westrem | B-61                        | JG 1                 | No. 131 Wing RAF | 16 avioane distruse, câteva distruse. |
| Gilze—Rijen              | B-77                        | JG 3 și KG 51        | No. 35 Recce Wing RAF | Un avion distrus și unul avariat. |
| Heesch                   | B-88                        | JG 6                 | No. 401 Squadron RCAF, No. 402 Squadron RCAF, No. 411 Squadron RCAF, No. 412 Squadron RCAF, No. 442 Squadron RCAF. | Nicio pierdere |
| Le Culot                 | A-89                        | JG 4                 | USAAF 36th Fighter Group, 373rd Fighter Group, 363rd TRG | Nicio pierdere |
| Maldegem                 | B-65                        | JG 1                 | No. 485 Squadron RNZAF și No. 349 Squadron RAF | 13 avioane distruse, 2 avioane grav avariate. |
| Metz—Frescaty            | A-90                        | JG 53                | USAAF. IX Tactical Air Force; 354th Fighter Group, 362nd Fighter Group, 40th Fighter Group, 406th Fighter Group, 425th Fighter Group, 367th Fighter Group, 368th Fighter Group, 361st Fighter Group. XII Tactical Air Force – 64th Fighter Wing; 1ere Escadre – French Air Force, 50th Fighter Group, 358th Fighter Group | 22 avioane distruse, 11 avariate (toate P-47 Thunderbolts). |
| Ophoven                  | Y-32                        | JG 4                 | No. 130 Squadron RAF, No. 350 Squadron RAF | Un avion distrus, 6 avariate. |
| Sint—Truiden             | A-92                        | JG 2, JG 4 și SG 4   | USAAF – 48th Fighter Group și 404th Fighter Group | 10 avioane distruse, 31 avariate. |
| Volkel                   | B-80                        | JG 6                 | No. 56 Squadron RAF, No. 486 Squadron RNZAF | Un avion distrus. |
| Woensdrecht              | B-79                        | JG 77                | No. 132 Wing RAF | Făra distrugeri |
| Ursel                    | B-67                        | JG 1                 | USAAF – 486th Bomb Group și No. 61 Squadron RAF | Trei avioane distruse. |

## Urmări și pierderi
Operațiunea a fost o surpriză tactică, a cărei efect a fost anulat în mare parte de slaba execuție și de măiestria redusă a piloților (datorată în bună parte de antrenamentul insuficient). Germanii nu au reușit să își îndeplinească obiectivul principal, iar costurile materiale și umane ale raidului au fost foarte ridicate pentru Luftwaffe. Pentru aliați (RAF, RCAF și USAAF), distrugerile provocate de Bodenplatte au variat de la foarte grave la pierderi nesemnificative. Operațiunea  Bodenplatte a fost lansată de germani în condiții neprielnice – planificarea slabă și pregătire precară a piloților, ceea ce a dus la pierderi grele în ciuda avantajului surprizei atacului. Bodenplatte a dus la slăbirea  aviației de vânătoare până la un nivel de la care nu a mai fost posibilă refacerea ei. General der Jagdflieger Adolf Galland avea să recunoască că acest atac a dus la sacrificarea ultimelor rezerve disponibile ale aviației de vânătoare.
Luftwaffe a pierdut 143 de piloți uciși sau dispăruți, 70 au căzut prizonieri iar 21 de piloți au fost răniți. Dintre aceștia, trei au fost comandanți de grup aerian (Geschwaderkommodore), cinci comandanți de grup (Gruppenkommandeure) și 14 comandanți de escadrile (Staffelkapitäne). Astfel, pierderile Luftwaffe au fost cele mai grele înregistrate într-o singură zi. Numeroși comandanți de formațiuni pierduți au fost veterani experimentați, unii dintre ei ași ai aerului, ceea ce a slăbit și mai mult efectivele rămase. Datorită tuturor acestor considerente, Bodenplatte poate fi socotit un succes pe termen scurt, dar un eșec pe termen lung. Pierderile aliaților au fost rapid refăcute. Pierderile în rândul personalului navigant și tehnicii de zbor au fost de neînlocuit pentru Luftwaffe. Istoricul german Gerhard Weinberg a apreciat că operațiunea a lăsat germanii „mai slabi ca niciodată și incapabili să mai organizeze odată alt atac de amploare”.
În cele 17 săptămâni până la sfârșitul războiului, Jagdwaffe a încercat să se refacă după pierderile suferite pe 1 ianuarie. Istoricul Werner Girbig consideră că „Operațiunea Bodenplatte a însemnat în mod practic o înfrângere totală ". Unitățile aeriene germane epuizate nu au mai fost capabile să apere spațiul aerian al Reichului în timpul operațiunilor aliate  „Plunder” și  „Varsity” (forțarea cursului Rinului) sau în timpul asaltului final aliat. Operațiunile aeriene germane care au mai fost organizate au fost lipsite de amploare și nu au pus nicio clipă sub semnul întrebării  supremația aeriană a aliaților. Luftwaffe a mai fost capabilă să organizeze misiuni cu șansă de succes numai în cazul aparatelor de vânătoare de noapte. În ultimele șase săptămâni ale războiului, Luftwaffe avea să piardă aproximativ 200 doborâți. Werner Girbig a notat „doar din toamna anului 1944, forțele de vânătoare germane s-au angajat ferm pe drumul sacrificiului și Operațiunea Bodenplatte a fost cea care a dat acestei forțe lovitura mortală și i-a pecetluit soarta. Ceea ce s-a întâmplat de atunci în acolo nu a fost decât o pâlpâire pe moarte”.

### Citate
1. 1 2 3 4 5  Girbig 1975, p. 73.
2. 1 2  Prien & Stemmer 2002, p. 349.
3. ↑  Franks 1994, pp. 163–165.
4. ↑  Zaloga 2004, p. 61.
5. ↑  Girbig 1975, p. 114.
6. 1 2 3 4  Caldwell 2007, p. 262.
7. 1 2 3  Girbig 1975, p. 12.
8. 1 2  Peszke 1980, p. 134
9. ↑  Girbig 1975, p. 74.
10. 1 2  Caldwell, 1991, p. 311–312
11. ↑  Franks 1994, no page (inside cover)
12. ↑  Franks 1994, p. 10.
13. ↑  Franks 1994, pp. 10–11.
14. ↑  Price 2001, p. 113.
15. 1 2  Franks 1994, p. 11.
16. 1 2 3  Manrho & Pütz 2004, p. 10.
17. ↑  Manrho & Pütz 2004, p. 7.
18. 1 2 3 4 5 6  Manrho & Pütz 2004, p. 8.
19. 1 2 3  Franks 1994, p. 13.
20. ↑  Girbig 1975, p. 75.
21. ↑  Caldwell & Muller 2007, p. 205.
22. ↑  Johnson 2000, pp. 294–95.
23. ↑  Parker 1998, p. 375.
24. ↑  Girbig 1975, p. 77.
25. ↑  Manrho 2004, p. 125.
26. ↑  Girbig 1975, p. 76.
27. ↑  Franks 1994, p. 188.
28. ↑  Parker 1998, p. 377.
29. ↑  Parker 1998, p. 381.
30. 1 2 3 4  Franks 1994, p. 198.
31. 1 2  Franks 1994, p. 197.
32. ↑  Johnson 2000, p. 291.
33. ↑  Caldwell 2007, pp. 257–258.
34. ↑  Manrho & Pütz 2004, pp. 16–18.
35. ↑  Manrho & Pütz 2004, pp. 18–22.
36. ↑  Manrho & Pütz 2004, pp. 22–28.
37. ↑  Franks 1994, p. 75.
38. ↑  Girbig 1975, p. 83.
39. ↑  Manrho & Pütz 2004, p. 28.
40. ↑  Manrho & Pütz 2004, p. 34.
41. 1 2  Girbig 1975, p. 85.
42. ↑  Manrho & Pütz 2004, p. 39.
43. ↑  Manrho & Pütz 2004, p. 278.
44. ↑  Manrho & Pütz 2004, p. 290.
45. 1 2 3 4  Manrho & Pütz 2004, pp. 51–52.
46. 1 2  Manrho & Pütz 2004, p. 277.
47. ↑  Manrho & Pütz 2004, pp. 54–59.
48. ↑  Manrho & Pütz 2004, p. 62.
49. ↑  Girbig 1975, p. 88.
50. ↑  Parker 1994, p. 416.
51. ↑  Manrho & Pütz 2004, pp. 63–64.
52. ↑  Manrho & Pütz 2004, pp. 276, pp. 123–24.
53. ↑  Manrho & Pütz 2004, pp. 125–35.
54. ↑  Manrho & Pütz 2004, p. 137.
55. ↑  Parker 1998, p. 396.
56. ↑  Weal 1996, p. 83.
57. ↑  Manrho & Pütz 2004, pp. 137–38.
58. ↑  Manrho & Pütz 2004, p. 251.
59. ↑  Manrho & Pütz 2004, pp. 253–54.
60. ↑  Manrho & Pütz 2004, pp. 254–56.
61. ↑  Girbig 1975, p. 108.
62. ↑  Manrho & Pütz 2004, p. 259.
63. ↑  Manrho & Pütz 2004, p. 221.
64. ↑  Franks 1997, p. 139.
65. ↑  Manhro & Pütz 2004, pp. 224–25.
66. ↑  Manrho & Pütz 2004, pp. 228–35.
67. ↑  Manrho & Pütz 2004, p. 233.
68. 1 2  Manrho & Pütz 2004, p. 245.
69. 1 2  Manrho & Pütz 2004, p. 294.
70. ↑  Manrho & Pütz 2004, pp. 94–95.
71. ↑  Manrho & Pütz 2004, pp. 96–97.
72. ↑  Manrho 2004, pp. 98–99.
73. ↑  Manrho & Pütz 2004, p. 104.
74. ↑  Girbig 1975, p. 93.
75. ↑  Manrho & Pütz 2004, pp. 107–11.
76. ↑  Manrho & Pütz 2004, pp. 111–14.
77. ↑  Franks 2000, p. 135.
78. ↑  Girbig 1975, p. 95.
79. ↑  Franks 1994, p. 128.
80. ↑  Manrho & Pütz 2004, p. 117.
81. ↑  Manrho & Pütz 2004, p. 140.
82. 1 2  Manrho & Pütz 2004, p. 143.
83. 1 2 3  Manrho & Pütz 2004, p. 276.
84. ↑  Manrho & Pütz 2004, p. 146.
85. ↑  Parker 1998, p. 388.
86. ↑  Manrho & Pütz 2004, p. 147.
87. ↑  Scutts 1994, p. 78.
88. ↑  Manrho & Pütz 2004, p. 148.
89. ↑  Manrho & Pütz 2004, pp. 281–84.
90. ↑  Manrho & Pütz 2004, p. 162.
91. ↑  Manrho & Pütz 2004, p. 149.
92. ↑  Manrho & Pütz 2004, pp. 164–65.
93. ↑  Franks 1994, p. 136.
94. ↑  Manrho & Pütz 2004, p. 281.
95. ↑  Parker 1998, pp. 385–91.
96. ↑  Parker 1998, p. 391.
97. ↑  Manrho & Pütz 2004, p. 169.
98. ↑  Manrho & Pütz 2004, pp. 173–74.
99. ↑  Manrho & Pütz 2004, pp. 174–79.
100. ↑  Manrho & Pütz 2004, p. 180.
101. ↑  Manrho & Pütz 2004, pp. 187, 190.
102. ↑  Manrho & Pütz 2004, p. 193.
103. 1 2  Manrho & Pütz 2004, p. 195.
104. ↑  Parker 1994, p. 440.
105. ↑  Manrho & Pütz 2004, p. 200.
106. ↑  Weal 2003, p. 116.
107. ↑  Franks 1994, p. 109.
108. ↑  Manrho & Pütz 2004, pp. 201, 205, 206.
109. ↑  „140 Squadron RAF, May 1941 - May 1945” (PDF). J F Seward, J Shaw. Accesat în 8 septembrie 2014.
110. ↑  Manrho & Pütz 2004, p. 217.
111. ↑  Weal 2003, p. 117.
112. ↑  Franks 2000, p. 134.
113. ↑  „CL 2934”. Imperial War Museum. Accesat în 3 iunie 2012.
114. ↑  Manrho & Pütz 2004, p. 219.
115. ↑  Franks 1994, p. 117.
116. 1 2 3  Prien & Stemmer 2002, pp. 348–49.
117. ↑  Manrho & Pütz 2004, p. 75.
118. ↑  de Zeng et al Vol. 1, 2007, p. 147.
119. ↑  de Zeng et al Vol. 2, 2007, p. 243.
120. ↑  Manrho & Pütz 2004, p. 76.
121. ↑  Manrho & Pütz 2004, p. 77.
122. 1 2  Manrho & Pütz 2004, p. 85.
123. ↑  Manrho & Pütz 2004, p. 80.
124. 1 2  Manrho & Pütz 2004, p. 91.
125. ↑  Girbig 1975, p. 92.
126. ↑  Manrho & Pütz 2004, pp. 86–88.
127. ↑  Franks 2000, pp. 132–34.
128. ↑  Ordway & Sharpe 1979, p. 256.
129. ↑  Manrho & Pütz 2004, p. 272.
130. ↑  Girbig 1975, p. 78.
131. 1 2 3  Manrho & Pütz 2004, p. 291.
132. ↑  Franks 1994, p. 193.
133. 1 2 3  Manrho & Pütz 2004, p. 289.
134. 1 2  Manrho & Pütz 2004, p. 293.
135. ↑  Franks 1994, p. 195.
136. ↑  Franks 1994, p. 196.
137. ↑  Manrho & Pütz 2004, p. 71.
138. ↑  Franks 1994, p. 204.
139. ↑  Parker 1994, p. 402.
140. ↑  Manrho & Pütz 2004, p. 288.
141. ↑  Franks 1997, p. 196.
142. 1 2 3 4  Manrho & Pütz 2004, p. 295.
143. 1 2  Johnson 2000, p. 292.
144. ↑  Franks 1994, pp. 163–65.
145. ↑  Parker 1998, p. 486.
146. 1 2  Manrho & Pütz 2004, p. 272–73
147. ↑  Weinberg 2005 p. 769.
148. ↑  Girbig 1975, p. 112.
149. ↑  Girbig 1975, p. 123.
150. ↑  Girbig 1975, p. 137.

## Legăturiexterne
- Squadron Log 1 January 1945
- Operation Strength of JG 1 at the time of Unternehmen Bodenplatte[nefuncțională]
- To win the Winter Sky by Danyy S. Parker[nefuncțională]